# Fremont (Indiana)
Fremont és una població dels Estats Units a l'estat d'Indiana. Segons el cens del 2000 tenia 1.696 habitants.

## Demografia
Segons el cens del 2000, Fremont tenia 1.696 habitants, 640 habitatges, i 455 famílies. La densitat de població era de 293,6 habitants/km².
Dels 640 habitatges en un 43,4% hi vivien nens de menys de 18 anys, en un 50,8% hi vivien parelles casades, en un 15,2% dones solteres, i en un 28,9% no eren unitats familiars. En el 26,1% dels habitatges hi vivien persones soles l'11,7% de les quals corresponia a persones de 65 anys o més que vivien soles. El nombre mitjà de persones vivint en cada habitatge era de 2,65 i el nombre mitjà de persones que vivien en cada família era de 3,18.
Per edats la població es repartia de la següent manera: un 33,1% tenia menys de 18 anys, un 8,1% entre 18 i 24, un 29,7% entre 25 i 44, un 18,3% de 45 a 60 i un 10,8% 65 anys o més.
L'edat mediana era de 32 anys. Per cada 100 dones de 18 o més anys hi havia 80,4 homes.
La renda mediana per habitatge era de 38.462$ i la renda mediana per família de 42.446$. Els homes tenien una renda mediana de 31.333$ mentre que les dones 22.260$. La renda per capita de la població era de 16.067$. Entorn del 5,7% de les famílies i el 7,3% de la població estaven per davall del llindar de pobresa.

## Poblacions més properes
El següent diagrama mostra les poblacions més properes.